# Herb gminy Goworowo

Herb Kapituły Płockiej

Herb Trzaska Glinków

Herb gminy Goworowo – jeden z symboli gminy Goworowo, autorstwa Kamila Wójcikowskiego i Roberta Fidury, ustanowiony 28 maja 2014.

## Wygląd i symbolika
Herb przedstawia na tarczy w polu błękitnym półksiężyc złoty; nad nim takaż korona nad którą gwiazda; pod nim miecz ułamany o takiejż rękojeści i ostrzu srebrnym.
Elementy herbu nawiązują do historycznych stosunków własnościowych na terenie gminy. Ponieważ w okolicach tych swoje majątki posiadało wiele rodzin szlacheckich, za wyznacznik wpływu właściciela na dzieje gminy przyjęto sponsorowanie miejscowego kościoła parafialnego pod wezwaniem Podwyższenia Świętego Krzyża. Korona z gwiazdą jest jednym z elementów herbu kapituły płockiej, nadanego przez cesarza Maksymiliana I w 1516. Herb ten przedstawiał na tarczy dwudzielnej w pas, w polu górnym, błękitnym, koronę złotą z takąż gwiazdą, w polu dolnym, błękitnym z bordiurą czerwoną, skosy złote. Na obszarze obecnej gminy Goworowo znajdował się jeden z ośrodków dóbr prepozyta kapituły płockiej, zwanych "Księstwem Sieluńskim". W skład klucza wchodziły m.in. Goworowo, Rębisze, Jawory i Goworówek. Prepozyt płocki ufundował pierwotną świątynię w Goworowie, w roku 1315. Po sekularyzacji dóbr kościelnych, do znaczenia doszły okoliczne rodziny szlacheckie, chociaż żadna nie osiągnęła pozycji porównywalnej z prepozytem płockim. Spośród znaczących rodzin gospodarzących w okolicy po upadku dóbr prepozyta, wybrano Glinków herbu Trzaska. Rodzina ta w XIX wieku posiadała Szczawin, Daniłowo, Czarnowo, Jurgi, Ponikiew Duża, Grodzisk. Mikołaj Glinka była także przewodniczącym komitetu budowy nowego kościoła parafialnego (budowa w latach 1880-87) i fundatorem części wyposażenia. Za wyborem rodziny Glinków przemawia także fakt, że wydała ona najbardziej znanego mieszkańca dzisiejszej gminy, Władysława Glinkę. Herb Trzaska Glinków przedstawiał w swojej XIX-wiecznej formie w polu błękitnym półksiężyc złoty pomiędzy dwoma ułamanymi mieczami. Herb gminy skompilowano zatem z elementów herbów Kapituły płockiej i Trzaska Glinków. Kolejność godeł odpowiada zasadzie starszeństwa - pierwsi właściciele wyróżnieni są w zaszczytniejszej, czołowej części tarczy. Barwy herbu są takie same jak barwy elementów oraz pól herbów wyjściowych.